# Návštěvnost
Návštěvnost je veličina, která vyjadřuje počet osob, které za nějaký časový úsek navštíví buďto nějakou akci (sportovní zápas, divadelní představení) nebo i nějaký objekt (např. stadion, divadelní budovu, koncertní sál apod.). Obvykle se vícenásobná návštěva téže osoby započítává tolikrát, kolikrát osoba opakovaně přišla. V prostředí internetu je návštěvnost vyjádřením počtu osob, které zhlédly danou www stránku či jednu ze stránek z dané domény.
Veličina může být počítána jako celkový počet návštěvníků, může být také přepočtena jako průměr (na den, měsíc či rok, na představení nebo zápas)